# Bistum Gabbula
Koordinaten: 36° 4′ 56,5″ N, 37° 30′ 45,4″ O
Das Bistum Gabbula, auch Bistum Gabba, war ein frühchristlich-byzantinisches Bistum in der antiken Stadt Gabbula in der römischen Provinz Syria Coele bzw. in der spätrömisch-byzantinischen Provinz Syria Prima, im heutigen Ort Al-Jabbul, Gouvernement Aleppo (Syrien). Nach der arabischen Eroberung Syriens (636/38) ging der Bischofssitz zu einem nicht genauer bekannten Zeitpunkt unter.

## Geschichte
Die antike Stadt Gabbula lag (bzw. die heutige Stadt Al-Dschabbul liegt) an dem großen Salzsee von Al-Dschabbul und war in der Antike ein wichtiger Ort zur Gewinnung von Salz, das mittels Kamelkarawanen in die Städte Syriens transportiert wurde. Der syrisch-orthodoxe Patriarch von Antiochia, Athanasius Gammolo (von 594/595 oder 603 bis 631) war vor seiner Ernennung zum Patriarchen Führer einer Kamelkarawane, die Salz von Gabbala nach Qinnesrin (das antike Chalcis ad Belum) transportierte, daher auch sein Übername Gammolo = der Kameltreiber. 531 drangen persische Truppen bis nach Gabbula vor. In der wenig später stattfindenden Schlacht von Callinicum erlitten die Byzantiner eine Niederlage.
In der Spätantike und in der anschließenden islamischen Zeit (ab 636) befand sich in der Umgebung von Gabbula das St. Isaakskloster. Im 8. Jahrhundert war das Kloster ein Zentrum des Julianismus und Sitz eines Gegenpatriarchen der julianischen Partei innerhalb der syrisch-orthodoxen Kirche. Wann der Bischofssitz dann unterging, ist nicht bekannt.

## Bischöfe
- 325 Bassianus, nahm am Ersten Konzil von Nicäa teil[2][3][4]
- 342 Severus, nahm am Konzil von Philippopel teil[2][3][4]
- um 403 Maras[5]
- 451 Petrus, nahm am Konzil von Chalcedon teil[2][3][4]
- 512 Eusebius von Gabbula, nahm an der Weihe des Monophysiten Severus von Antiochien zum Patriarchen von Antiochien teil[5][6]

In der Tradition des untergegangenen Bischofssitzes vergibt (bzw. vergab) die römisch-katholische Kirche den Titel eines Erzbischofs von Gabbala (derzeit vakant).